# Andreas Friedrich Kornacher

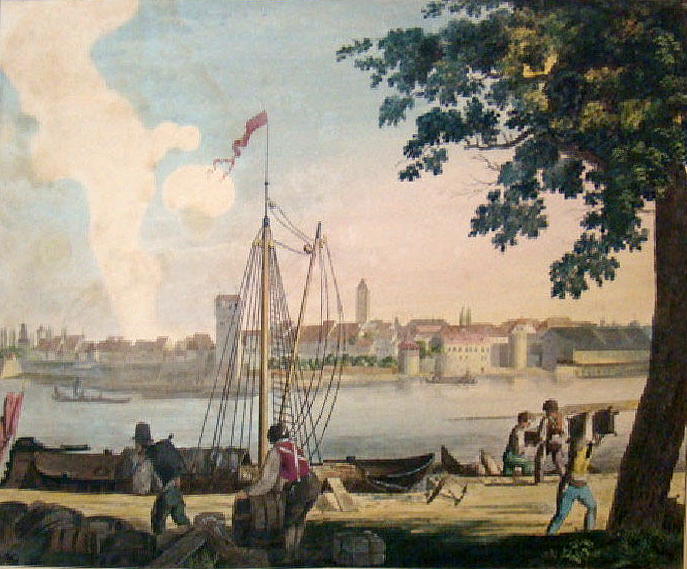
Schweinfurt von der Mittagseite

Andreas Friedrich Kornacher (* 30. November 1808 in Schweinfurt; † 1857 ebenda) war ein deutscher Landschaftsmaler, Radierer und Fotograf.
Andreas Friedrich Kornacher wurde als Sohn des Kaufmanns H. Christoph Gottlieb Kornacher und dessen Ehefrau J. Rosina Barbara geboren. Er begann als Autodidakt zu malen. Im Jahre 1827 unternahm er eine Reise an den Rhein und nach Nürnberg, 
Kornacher studierte ab dem 2. Mai 1833 Malerei an der Königlichen Akademie der Künste in München. Auch sein Schweinfurter Freund Christoph Heinrich Stössel studierte ab dem 5. November 1834 an der Münchener Akademie.
Kornacher brach das Studium nach einigen Monaten ab und wurde als Zeichenlehrer an der Gewerbeschule in Schweinfurt angestellt. Er besuchte 1834 Venedig und 1835 die Pfalz und Schwaben.
Er wurde als Maler und als Graphiker tätig. Er schuf 1834 die Dekorationen zum 200. Jubiläum des Schweinfurter Gymnasiums.
Er lieferte zahlreiche Illustrationen für den von 1843 bis 1845 tätigen Schweinfurter Kunstverlag. Seine zahlreichen Stadtansichten und Veduten bilden wichtige Dokumente des Stadtbildes Schweinfurts in der Biedermeierzeit.
Gemeinsam mit seiner zweiten Frau Elisabeth Margarete Pöhlmann errichtete Kornacher in der Hellersgasse ein Photo-Atelier. Nach seinem Tode wurde dies von der Witwe zusammen mit dem Lithographen Georg Bauer fortgeführt.